# Quốc hội (Venezuela)
Quốc hội (tiếng Tây Ban Nha: Asamblea Nacional) là cơ quan lập pháp của chính phủ Venezuela. Đây là một cơ quan một viện gồm nhiều thành viên, được bầu chọn bởi hình thức bỏ phiếu "phổ thông, trực tiếp, cá nhân và kín" một phần bởi cuộc bầu cử trực tiếp tại các khu vực bầu cử thuộc bang, và một phần vào danh sách đảng của nhà nước Hệ số đại diện tỷ lệ. Số ghế không phải là hằng số, mỗi tiểu bang và khu vực Thủ đô bầu ra ba đại diện cộng với kết quả phân chia dân số tiểu bang xuống 1,1% tổng dân số của đất nước. Ba ghế dành riêng cho đại diện của các dân tộc bản địa của Venezuela và được tất cả mọi người chọn một cách riêng biệt, không chỉ những người có nguồn gốc bản xứ. Trong giai đoạn 2010-2015, số chỗ ngồi là 165. Tất cả các đại biểu phục vụ nhiệm kỳ năm năm. Quốc hội họp tại Cung điện Lập pháp Liên bang ở thủ đô của Venezuela, Caracas.

## Lịch sử

### Hiến pháp 1961
Theo Hiến pháp năm 1961 trước đây, Venezuela đã có một cơ quan lập pháp lưỡng viện, được gọi là Quốc hội (Congreso). Đại hội này bao gồm một Thượng viện (Senado) và một Hạ viện (Cámara de Diputados).
Thượng viện gồm hai thượng nghị sĩ mỗi tiểu bang, hai dành cho Quận Liên Bang và một số thượng nghị sĩ viên chức đại diện cho các dân tộc thiểu số của quốc gia. Ngoài ra, các cựu tổng thống (những người được bầu theo chế độ dân chủ hoặc những người thay thế của họ được bổ nhiệm hợp pháp để phục vụ ít nhất một nửa nhiệm kỳ của tổng thống) đã được trao các ghế thượng nghị sĩ suốt đời. Các thượng nghị sĩ bắt buộc phải là công dân Venezuela và hơn 30 tuổi.
Các thành viên của Hạ viện được bầu theo bầu cử trực tiếp phổ thông, với mỗi bang trở về ít nhất là hai. Các đại biểu phải từ 21 tuổi trở lên.
Thượng viện và Hạ viện đã được lãnh đạo bởi một Tổng thống và cả hai đều thực hiện các chức năng của mình với sự trợ giúp của Ban Giám đốc.

### Hiến pháp 1999
Tổng thống Hugo Chávez được bầu vào tháng 12 năm 1998 trên nền tảng kêu gọi Quốc hội Lập hiến Quốc gia triệu tập dự thảo hiến pháp mới cho Venezuela. Lập luận của Chavez là hệ thống chính trị hiện tại, theo Hiến pháp năm 1961, đã bị cô lập khỏi dân chúng. Điều này đã nhận được sự chấp nhận rộng rãi, đặc biệt là trong số các lớp học nghèo nhất của Venezuela, những người đã chứng kiến sự sụt giảm đáng kể mức sống của họ trong thập kỉ trước. Hội đồng Lập pháp Quốc gia (ANC), bao gồm 131 cá nhân được bầu, triệu tập vào tháng 8 năm 1999 để bắt đầu viết lại hiến pháp. Trong các cuộc bầu cử tự do, cử tri đã dành tất cả sáu chỗ cho những người có liên quan đến phong trào Chavez. Người dân Venezuela đã chấp thuận dự thảo Hiến pháp của ANC trong một cuộc trưng cầu dân ý vào ngày 15 tháng 12 năm 1999. Nó đã được ban hành bởi ANC và có hiệu lực vào ngày 20 tháng 12 năm sau.

### Khác
Cuộc bầu cử Nghị viện Venezuela, năm 2015 đã cho thấy cuộc bầu cử của cả Rosmit Mantilla, thành viên đồng tính công khai đầu tiên của hội đồng, [3] và Tamara Adrián, thành viên chuyển đổi đầu tiên.

## Loại bỏ quyền hạn
Vào tháng 3 năm 2017, Toà án Tối cao (TSJ) tước Hội nghị các quyền hạn của mình, phán quyết rằng tất cả các quyền hạn sẽ được chuyển đến Tòa án Tối cao. Năm trước, Toà án đã tìm thấy Quốc hội trong việc khinh thường những người lập pháp mà cuộc bầu cử của họ đã bị tòa án cho là không có giá trị. [5] Thẩm phán Tòa án năm 2017 tuyên bố rằng "tình trạng khinh thường" có nghĩa là Hội đồng không thể thực hiện quyền hạn của mình.
Hành động chuyển giao quyền hạn từ Hội đồng, có đa số đối lập kể từ tháng 1 năm 2016, [6] tới Toà án Tối cao, có đa số người trung thành với chính phủ. [5] Động thái này đã bị phản đối bởi Chủ tịch Quốc hội Julio Borges mô tả hành động này như là một cuộc đảo chính của nhà độc tài  Nicolás Maduro.. Trong báo cáo câu chuyện, tờ New York Times lưu ý rằng trong vài tháng trước, Maduro đã nhanh chóng củng cố quyền lực, và hội đồng được nhiều người coi là sự cân bằng duy nhất còn lại đối với sự kiểm soát của nhà độc tài. Nó cũng lưu ý rằng nhiều nhà phê bình và các nhà lãnh đạo khu vực đang công khai đề cập đến tình hình chính trị như một chế độ độc tài.
Động thái này cũng bị lên án bởi Peru, người đã nhớ lại đại sứ của họ để phản đối. Luis Almagro của Tổ chức các nước Mỹ mô tả tình hình như là một cuộc đảo chính tự gây ra.

## Cấu trúc và quyền hạn
Theo Hiến pháp mới của Bolivarian 1999, ngành lập pháp của Chính phủ ở Venezuela được đại diện bởi một Quốc hội đơn nhất. Đại hội bao gồm 165 đại biểu (diputados), được bầu chọn bằng "đa số, trực tiếp, cá nhân và bí mật" trên hệ thống đại diện tỷ lệ đảng viên quốc gia. Ngoài ra, ba đại biểu được trả lại trên cơ sở từng tiểu bang, và ba ghế dành riêng cho đại diện các dân tộc bản địa của Venezuela.
Tất cả các đại biểu phục vụ nhiệm kỳ năm năm và phải chỉ định một người thay thế (thay thế) trong thời gian không có năng lực hoặc vắng mặt (Điều 186). Theo các đại biểu hiến pháp năm 1999 có thể được tái đắc cử trong hai nhiệm kỳ (Điều 192); Theo cuộc trưng cầu dân ý theo hiến pháp Venezuela, năm 2009 những hạn ngạch hạn này đã được bãi bỏ. Các đại biểu phải là công dân của Venezuela từ lúc sinh ra, hoặc là người Venezuela được nhập quốc tịch với thời gian lưu trú quá 15 năm; Trên 21 tuổi vào ngày bầu cử; Và đã sống ở quốc gia mà họ tìm kiếm cuộc bầu cử trong bốn năm trước (Điều 188).
Ngoài việc thông qua luật pháp (và có thể ngăn chặn bất kỳ sáng kiến lập pháp của Tổng thống), Hội đồng có một số quyền hạn cụ thể được nêu trong Điều 187, bao gồm phê duyệt ngân sách, bắt đầu tố tụng với hầu hết các quan chức chính phủ (bao gồm các bộ trưởng và phó tổng thống, Nhưng không phải là Tổng thống, chỉ có thể được gỡ bỏ thông qua một cuộc trưng cầu hồi hương) và bổ nhiệm các thành viên của các cơ quan bầu cử, tư pháp và công tố viên. Trong số những người khác, nó cũng có quyền cho phép hành động quân sự trong nước và trong nước và cho phép Tổng thống rời khỏi lãnh thổ quốc gia hơn 5 ngày.
Hội đồng do một Tổng thống lãnh đạo với 2 Phó Tổng thống, cùng với thư ký và thư ký trợ lý, họ thành lập Ban Giám đốc Hội đồng, và khi được nghỉ hai lần một năm, họ lãnh đạo Ủy ban thường vụ Quốc hội cùng với 28 nghị sĩ khác.
Từ năm 2010, 15 ủy ban thường trực của Hội đồng, được tạo ra theo Quy tắc của Hội đồng năm 2010, có số lượng tối thiểu là 7 và tối đa là 25 Nghị sĩ về các vấn đề khác nhau. Văn phòng của Ủy ban được đặt tại Toà nhà José María Vargas ở Caracas, cách Cung điện Lập pháp liên bang chỉ vài trăm thước, tòa nhà cũ cũng là nơi đặt trụ sở của ban lãnh đạo Quốc hội.

## Chế độ bầu cử
Trong cuộc bầu cử nghị viện ở Venezuela, năm 2000, các đại diện được bầu theo đại diện tỷ lệ thành viên hỗn hợp, trong đó 60% được bầu ở các khu vực bầu cử chỉ một đại biểu và phần còn lại do đảng đại diện theo tỷ lệ danh sách đảng. Đây là một sự áp dụng chế độ trước đây được sử dụng cho Hạ viện Venezuela, đã được đưa ra vào năm 1993, với sự cân bằng 50-50 giữa các các khu vực bầu cử chỉ một đại biểu và các danh sách đảng, và các đại biểu trên mỗi bang tương xứng với dân số, Nhưng với tối thiểu là ba đại biểu cho mỗi tiểu bang.
Đối với cuộc bầu cử năm 2010, Ley Orgánica de Procesos Electorales (LOPE)  nằm trong số những thay đổi khác đã giảm tỷ lệ đảng liệt thành 30%. Ngoài ra, luật pháp đã tách hoàn toàn phiếu của khu học chánh và phiếu bầu của đảng, tạo ra một hệ thống bỏ phiếu song song. Trước đây, các đảng giành chức danh ghế của các khu vực này đã được trừ đi từ tổng số chiến thắng theo danh sách đảng theo tỷ lệ thuận lợi, đã khuyến khích các đảng tham gia vào hệ thống bằng cách tạo ra các đảng riêng biệt cho danh sách đảng.

## Thành phần chính trị
Cuộc bầu cử đầu tiên của các đại biểu Quốc hội mới đã diễn ra vào ngày 30 tháng 7 năm 2000. Phong trào Cộng hòa thứ năm của Tổng thống Hugo Chávez giành 92 ghế (56%). Phe đối lập đã không tham gia vào cuộc bầu cử năm 2005, và kết quả là không có ghế, trong khi Phong trào Cộng hoà Fifth giành 114 (69%). Năm 2007, một số đảng, trong đó có Phong trào Cộng hoà Fifth Republic, đã hợp nhất để thành lập Tổ chức Hợp nhất Xã hội Ucraina (PSUV), vào tháng 1 năm 2009 giữ 139 trong số 169 ghế (82%). Trong cuộc bầu cử năm 2010, trong đó số lượng các đại biểu giảm xuống còn 165, PSUV giành 96 ghế (58%), liên đoàn bầu cử của phe đối lập Dân chủ Thống nhất (MUD) 65, và Patria Para Todos thắng 2.
Tại cuộc bầu cử quốc hội năm 2015, MUD đã giành được 109 trong số 164 ghế tổng thống và cả ba ghế nội địa, tạo cho họ một quyền lực siêu đẳng trong Quốc hội; Trong khi liên minh của chính phủ, Đan Mạch Yêu nước vĩ đại, đã giành được 55 ghế còn lại. Vòng quay cử tri đã vượt quá 70 phần trăm. [13]
Tuy nhiên, kết quả đã bị hủy hoại do đình chỉ hoạt động của NA vào tháng 1 năm 2016 bởi Tòa án Tối cao Tư pháp của 4 nghị sĩ được bầu từ bang Amazonas do gian lận cử tri và những bất thường về bầu cử. 3 trong số 4 đại biểu đối lập và một trong số đó là từ GPP.